# Figures de manège
En équitation, les figures de manège sont des tracés dessinés dans un manège ou une carrière.

## Description générale
Les figures sont réalisées à partir de l'état de base où le cheval suit la piste. La piste, dans ce cas-là, est une sorte de chemin tracé par les chevaux sur le sol, en décrivant le pourtour du manège. 
Les figures de manège se classent en deux catégories : 
- les figures sans changement de main ;
- les figures avec changement de main.

On parle de changement de main quand le sens de déplacement du cavalier dans le manège change. Un cavalier est à « main droite » lorsque sa main droite se trouve du côté intérieur du manège et inversement pour la « main gauche ».

## Figures ne permettant pas de changer de main

### Le cercle et la volte
Il existe deux styles de figures qui permettent de revenir à la piste:
- les voltes : ne dépassant pas la ligne centrale[1] ;
- les cercles : cercle de plus de 10 mètres de diamètre[2].

### Le doubler
C'est une ligne droite qui s'effectue à partir d'un des côtés du manège (grand petit côté pour doubler dans la largeur, petit côté pour doubler dans la longueur), à l'endroit que l'on désire, et qui se termine sur le côté opposé SANS changement de main. Il peut s'effectuer dans la longueur ou la largeur, en suivant les lettres pour le doubler dans la largeur, ou des lignes parfois imaginaires pour le doubler dans la longueur, qu'on nomme souvent "ligne du quart" ou "ligne du tiers" selon qu'elle coupe le manège en quart ou en tiers dans le sens de la longueur, la "ligne du milieu" étant la ligne AC.

### La serpentine
La serpentine est un tracé ondulant, constitué d'un enchainement de demi-cercles. Cette figure s'exécute en général dans le sens de la largeur du manège mais peut s'exécuter partout. Plus les boucles sont serrées et petites, plus l'exercice est difficile à effectuer pour le cheval et le cavalier. Les serpentines de 2 à 6 boucles n'entraînent pas de changement de main à la différence des serpentines de quatre et six boucles.

### La spirale
C'est un cercle qui se rétrécit de plus en plus jusqu'à ce que le cheval tourne presque sur lui-même ou le contraire. 

### Le huit de chiffre
Le tracé de cette figure a la forme d'un huit de chiffre.

### Le contre changement de main
Le cheval quitte la piste après le petit côté, effectue une oblique jusqu'au milieu du manège et rejoint la piste par une oblique avant l'autre petit côté. 

## Figures avec changement de main

### La diagonale
C'est une oblique qui traverse de part et d'autre le manège. Traditionnellement, elle commence un peu après le petit côté et se termine un peu avant le petit côté opposé, suivant les lettres MK et HF. Cependant, on peut utiliser n'importe quelles autres lettres de départ et d'arrivée se trouvant sur les grands côtés du manège, à condition que l'angle de départ et d'arrivée soient plus ouverts que ceux d'un doubler.

### La demi volte
C'est un demi cercle suivi d'une oblique qui permet au cheval de rejoindre la piste à l'autre main.

### La demi volte renversée
C'est le contraire de la demi-volte. Le cheval commence par une oblique et termine par un demi cercle qui lui permet de se retrouver à l'autre main. 

### Le doubler avec changement de main
Figure identique au doubler simple (voir plus haut), sauf que l'on change de main en atteignant le côté opposé.

## Qualités et utilités des figures de manège

### Arrondir
Arrondir le cheval est rechercher la perfection géométrique d'une volte et y adapter l'incurvation de son cheval. En arrondissant le cheval, on l'aide à acquérir progressivement l'équilibre permettant le rassembler.

### Passage des coins
Le cavalier utilise les coins pour assouplir son cheval. Avec un jeune cheval, il "arrondit les coins", c'est-à-dire qu'il tolère que le cheval biaise légèrement d'un côté à l'autre de l'angle, et il le laisse s'incurver naturellement. Avec un cheval dressé, il "fait les coins", c'est-à-dire qu'il pénètre dans le coin en maintenant les antérieurs et les postérieurs sur la même piste. Le cheval incurve alors son corps au passage du coin sur un arc de cercle d'environ 6 m de diamètre. Si les aides sont trop marquées, le cheval tente d'échapper par dérapage des hanches. Le cavalier doit alors le canaliser vers le coin en adaptant son équilibre, donc en s'asseyant davantage à l'intérieur lorsque le cheval est ployé. Les rênes et les jambes sont utilisées avec parcimonie dans la recherche de la cession complète. Le passage de coin prépare la volte et l'épaule en dedans. C'est la pierre de touche des assouplissement, de l'équilibre dans les changements de direction et de la discipline du cavalier. Il s'effectue aux trois allures. Si le cheval au galop cherche à s'échapper au coin, le cavalier peut y répondre par le légers attouchements de la cravache tenue à l'intérieur et à la verticale sur l'épaule.

## Les figures de manège en compétition de dressage
Lors des changements de direction, le cheval doit adapter la courbure de son corps en fonction de la courbure de la ligne suivie, en restant souple et en suivant les indications du cavalier, sans aucune résistance ni changement d'allure, de rythme ou de vitesse.
Les changements de direction peuvent être exécutés de différentes manières, on distingue en compétition:
- le virage à angle droit incluant le virage dans le virage soit un quart de volte d’environ six mètres,
- la diagonale,
- la demi-volte et le demi-cercle avec changement de main,
- la demi pirouette et le demi tour sur les hanches,
- la serpentine,
- le contre-changements de main (en zigzag). Le cheval doit rester droit quelques foulées avant de changer de direction. Le zigzag est un mouvement contenant plus de deux appuyers avec changements de direction.

Les figures de manèges exécutées lors des reprises de dressage sont les voltes, les serpentines et les huit de chiffre.
La volte est un cercle de six, huit ou dix mètres de diamètre. Si la figure est effectuée sur plus de dix mètres, c'est un cercle et non une volte.
La serpentine avec plusieurs boucles rejoignant la longueur du rectangle de dressage est constituée de demi-cercles reliés par une ligne droite.
Le huit de chiffre est constituée de deux voltes ou cercles de tailles égales, réunis au centre. Le cavalier doit redresser son cheval sur une foulée avant de changer de direction au centre de la figure.
Dans le contre-changement de main au galop, le cheval ne doit pas changer de pied. Il doit conserver son équilibre et sa cadence sans accélérer ni ralentir. Le cavalier doit rester stable de manière à pouvoir contrôler les hanches et les épaules de sa monture.